# Nadine Angerer
Nadine Marejke Angerer (Lohr am Main, 10 november 1978) is een Duitse voetbalspeelster op de positie van doelvrouw. Zij werd met het Duits voetbalelftal in 2003 en 2007 wereldkampioen en in 1997, 2001, 2005, 2009 en 2013 Europees kampioen. Op persoonlijk vlak werd ze in 2013 uitgeroepen tot Speelster van het Jaar. Op 13 januari 2014 werd ze door de FIFA tot Wereldspeelster van het jaar 2013 gekozen.

## Persoonlijk
Nadine Angerer heeft een opleiding tot vakvrouw voor de amusementsindustrie aangevangen, die ze echter niet beëindigde met een diploma. Laatstelijk volgde ze een omscholing naar fysiotherapeute. Door de omscholing kwam ze eind 2006/begin 2007 niet in actie voor het nationale dameselftal van Duitsland.
Angerer vertelde in december 2010 aan de Duitse krant Die Zeit niet te discrimineren op grond van geslacht om een relatie aan te gaan met een persoon.
Toen ze verhuisde naar Brisbane in Australië liet Angerer zich door een camerateam van de zender VOX volgen. De daaruit voortvloeiende documentaire werd in juli 2014 gebruikt in het programma "Goodbye Deutschland! Die Auswanderer".

## Carrière

### Clubs
Angerer begon haar voetbalcarrière als spits bij de club ASV Hofstetten. Tijdens een scoutingtoernooi voor talenten die in het vertegenwoordigende elftal van Unterfranken konden spelen, verving ze de geblesseerde doelvrouw. Hier werd voor het eerst gezien dat Angerer aanleg had als doelvrouw en werd opgeroepen voor de Bayernselectie. In 1995 maakte ze de overstap naar 1. FC Nürnberg Frauen- und Mädchenfußball, één jaar later transfereerde ze naar FC Wacker München. In deze periode legde ze een aanbod voor een sportbeurs in de Verenigde Staten naast zich neer.
Na het wereldkampioenschap voor vrouwen in 1999 ging ze spelen bij de damesafdeling van Bayern München. Naast de clubtraining nam ze extra trainingen bij Gerhard Tremmel, de toenmaligde doelman van SpVgg Unterhaching.

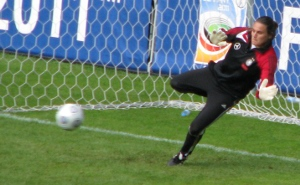
Nadine Angerer tijdens warming-up

Met Bayern bereikte ze de promotie naar de Dames Bundesliga. In 2001 stapte ze over naar 1. FFC Turbine Potsdam. Haar eerste clubtitel pakte ze een jaar later. Met de "Torbienen" zou ze vele prijzen pakken zoals de DFB Hallen Pokal, landskampioenschappen en de beker.
In 2005 won ze met haar elftal de UEFA Women's Champions League en verdedigde de DFB Pokal en ook de DFB Hallen Pokal. Een jaar later werd Angerer opnieuw landskampioen en bekerwinnaar.
In 2008 koos Angerer voor een buitenlands avontuur door te gaan spelen voor de Zweedse Eerste Liga-club Djurgården Damfotboll. Haar pogingen om in de nieuw opgerichte Amerikaanse betaald voetbalcompetitie te gaan spelen (Women's Professional Soccer) leden schipbreuk door afspraken met het nationaal elftal. Van 1 januari 2009 tot 30 juni 2013 speelde ze opnieuw in de Bundesliga voor 1. FFC Frankfurt. In maart 2012 raakte Angerer geblesseerd aan haar linkerknie en kwam de rest van dat seizoen niet meer in actie.
In september 2013 maakte ze de overstap naar de Australische W-League en ging spelen bij de damesafdeling van Brisbane Roar. Met Brisbane bereikte ze de finale om het landskampioenschap, die echter met 0-2 verloren werd van Melbourne Victory FC. Aan het begin van het seizoen 2014 maakte ze de overstap naar de Amerikaanse National Women's Soccer League (NWSL) competitie, en kwam uit voor de Portland Thorns FC. Bij haar debuut in de NWSL won haar team de uitwedstrijd tegen Houston Dash met 1-0, dat was in de eerste speelronde.
Met Portland bereikte ze de halve finale van de play-offs om het kampioenschap, we werd verloren van de latere landskampioen FC Kansas City. Na het seizoenseinde keerde Angerer terug naar Brisbane Roar, om bij de seizoensstart in 2015 weer voor Portland te spelen.

### Duits elftal
Op 27 augustus 1996 debuteerde Angerer in het A-elftal van de voetbalbond. Er werd toen in Lichtenvoorde een vriendschappelijke wedstrijd gespeeld tegen Nederland. Duitsland won met 3-0. Ook in de drie daaropvolgende wedstrijden stond ze onder de lat en bleef zonder tegengoal. Daarmee is Angerer de eerste doelvrouw die vier wedstrijden "de nul" hield. In 1997 werd ze voor het eerst Europees kampioen voetbal, maar zat het hele toernooi op de bank. In de daarop volgende jaren kwam ze regelmatig in actie, echter ze moest genoegen nemen met een rol als nummer twee achter Silke Rottenberg. In 1999 nam ze met het elftal deel aan het Wereldkampioenschap voetval vrouwen in de Verenigde Staten deel, ook hier kwam ze niet in actie.
In 2000 nam ze met het nationale elftal deel aan de Olympische Spelen van Sydney, waar ze brons won, zonder in actie te zijn gekomen. In 2001 werd voor de tweede maal Europees kampioen.
Met het nationale team werd ze in 2003 wereldkampioen in de Verenigde staten, ook hier werd geen beroep op Angerer gedaan als doelvrouw. Bij de Olympische Spelen in Athene won ze haar tweede bronzen medaille. In 2005 werd ze voor de derde maal Europees kampioen. Bij de vier tot dan toe gewonnen prijzen heeft ze geen enkele minuut gespeeld.
Nadat Silke Rottenberg haar kruisband scheurde, werd begin 2007 Angerer de nummer één onder de lat bij Duitsland. In de finale tijdens het WK2007 in China was ze een van de sleutelspeelsters van deze wedstrijd die gewonnen werd met 2-0 tegen Brazilië. Ze stopte in de reguliere speeltijd een penalty van de Braziliaanse Marta. Bovendien werd ze gekozen tot de beste doelvrouw van het toernooi, wat mede te danken was aan het feit dat ze de nul hield in het gehele toernooi. Dit was tot dan toe nog nooit een keeper of keepster gelukt tijdens een WK. Voor haar prestaties werd ze op 27 november 2007 onderscheiden met de Laureus World Sports Award in de categorie "Mediapersoonlijkheid van het jaar".
Met de WK-wedstrijd tegen Nigeria op 30 juni 2011 speelde ze als 150e speelster ooit haar 100e interland. 99 van haar 100 interlands had Angerer als doelvrouw gespeeld: op 6 maart 2001 viel ze tijdens de vriendschappelijke wedstrijd tegen de vice-wereldkampioen China in de 70e minuut als veldspeelster in voor de verdedigster Jeannette Götte bij een 1-0 stand in het voordeel van Duitsland.
In de kwartfinale van het WK2011 werd Duitsland uitgeschakeld door een 1-0 nederlaag tegen gastland Japan.
Na het afscheid van Birgit Prinz, Ariane Hingst, Kerstin Garefrekes en Martina Müller was zij tot 23 november 2013 nog de enige actieve speelster die meer dan 100 interlands heeft gespeeld. Op 16 september 2011 werd zij als opvloger van Birgit Prinz tot aanvoerder van het elftal gekozen.

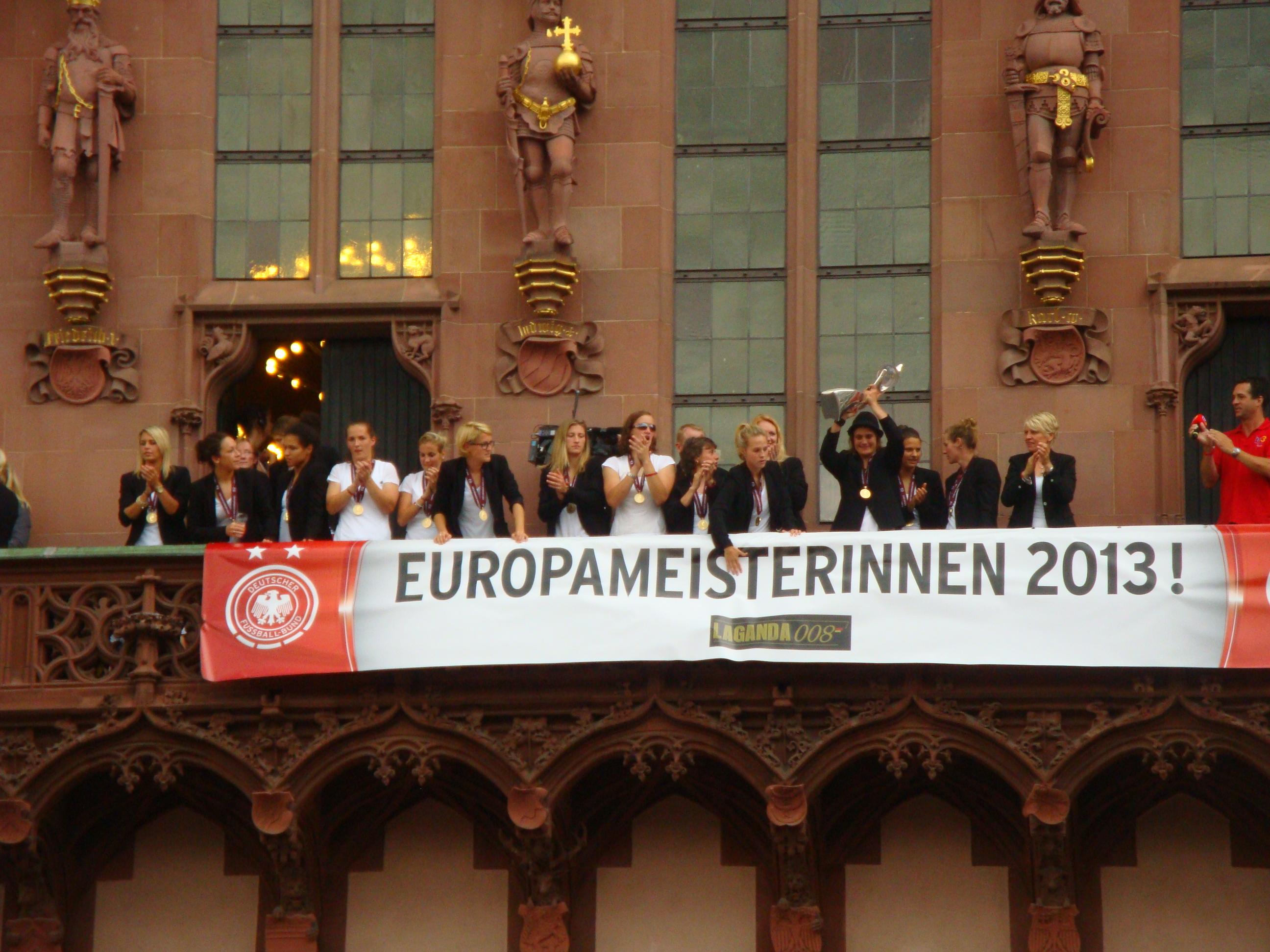
Nadine Angerer met beker bij de huldiging t.g.v. EK2013 op de Frankfurter Römer

Na haar blessure in maart 2012 kon Angerer voor de EK-kwalificatiewedstrijden tegen Spanje, Zwitserland en Roemenië niet in actie komen. Op 15 september 2012 maakte ze haar rentree bij de met 7-0 gewonnen wedstrijd tegen Kazachstan.
Bij het EK2013 won ze met het elftal de 8e Europese titel voor Duitsland, in het hele toernooi hoefde ze maar eenmaal een tegengoal te incasseren. In de finale tegen Noorwegen stopte ze twee penalty's en stelde zo de 1-0 voorsprong veilig voor de overwinning. Op basis van de prestaties gedurende het hele toernooi werd ze gekozen tot speelster van het toernooi.
Sie zeigte ein ausgesprochen hohes Niveau in allen Spielen, machte keine Fehler und hatte keinerlei Schwächen. Sie zeigte sich bei Standardsituationen souverän, organisierte ihre Abwehr und brillierte mit ihrer Strafraumbeherrschung. Aber, und das ist vielleicht das Wichtigste, sie strahlte auch ein großes Selbstbewusstsein aus, das auf ihre Abwehrspielerinnen abfärbte. - Verklaring Technisch Comité UEFA
Op 21 september 2013 werd Angerer de speelster met de meeste interlands voor Duitsland, toen ze haar 125e interlandwedstrijd speelde en daarmee Birgit Prinz afloste als recordinternational. Angerer is de enige speelster die meer dan 17 jaar uitkomt voor het nationale team.

## Palmares

### Clubvoetbal
- UEFA Women's Champions League: 2005
- Duits landskampioen: 2004, 2006
- DFB-Pokal: 2004, 2005, 2006
- DFB Hallen Pokal: 2004, 2005

### Duits elftal
- Wereldkampioen: 2003*, 2007
- Europees kampioen: 1997*, 2001*, 2005*, 2009, 2013
- Winnaar bronzen medaille: 2000*, 2004*, 2008
- Algarve-Cup: 2006, 2014

* Geen speelminuten

### Onderscheidingen

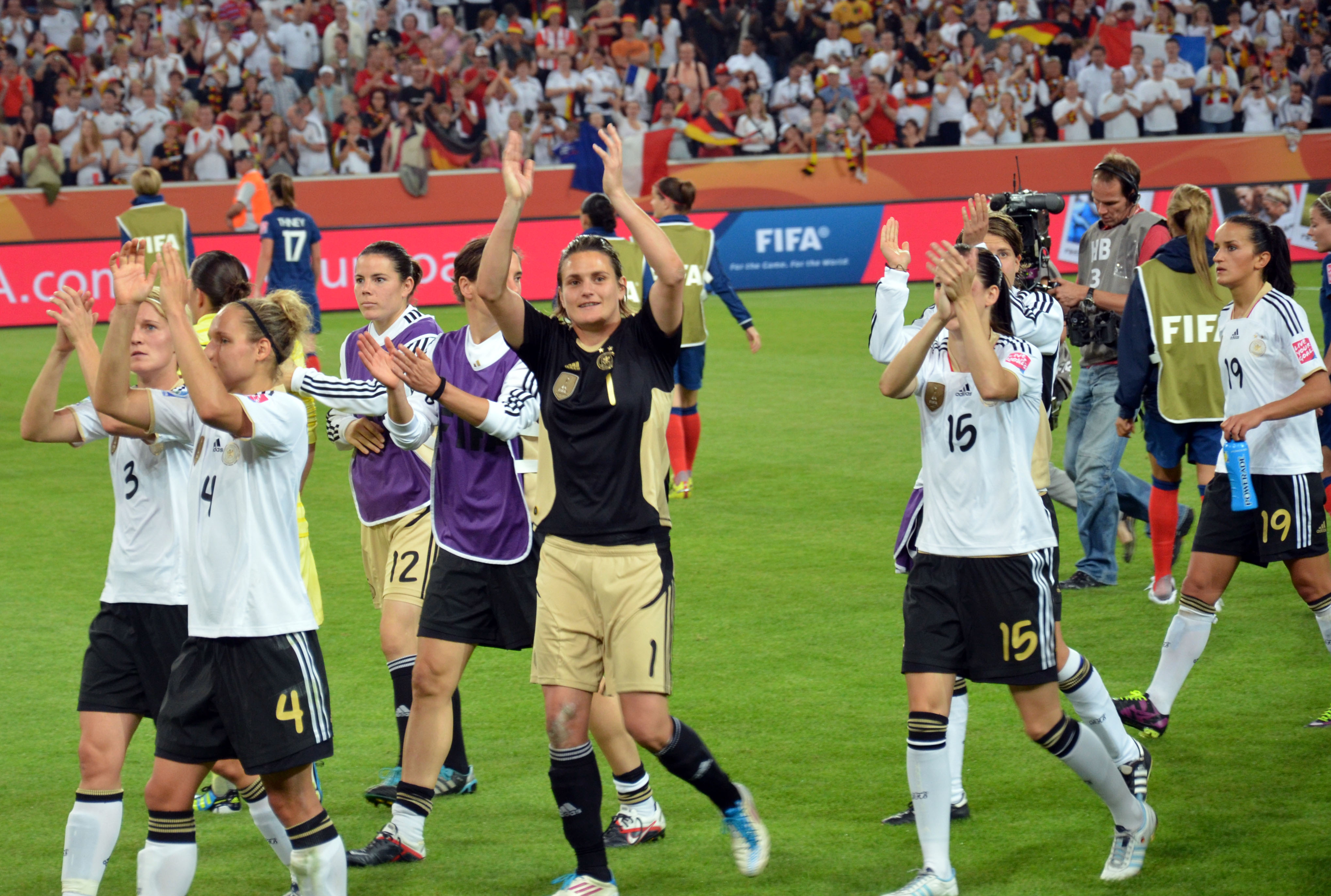
Nadine Angerer bij het WK 2011

- Wereldspeelster van het jaar: 2013[16]
- Europees voetbalster van het jaar: 2013[1]
- Beste speelster van het EK voetbal: 2013[17]
- Opname in het All-Star-Team van EK 2013
- Beste doelvrouw van het WK 2007 (zonder tegendoelpunt in het toernooi)[18]
- Silbernes Lorbeerblatt
- Sportvrouw van het jaar voor Brandenburg: 2007[19]
- Beste doelvrouw van de DFB Hallen Pokal: 2007[20]
- 3e plaats bij Sportvrouw van het jaar: 2007[21]